# Futbol australià
El futbol australià, conegut en aquest país com a Aussie rules football, és un tipus de futbol originari de la ciutat de Melbourne, capital de l'estat de Victòria (Austràlia). En les àrees del país on el joc és realment popular, es coneix senzillament com a "football" o "footy". Quan es compara amb els altres tipus de futbol, però, s'acostuma a anomenar "¡¡'Australian football¡¡'" o "¡¡'Aussie rules¡¡'" en anglès. El màxim exponent d'aquest esport en l'àmbit professional és l'"AFL".
El joc dura 4 quarts de 20 minuts reals cadascun i el disputen dos equips de 18 jugadors (més 4 possibles canvis) en grans camps ovalats (ja siguin camps de criquet o de dimensions similars) de gespa que poden variar de mida, i arriben fins als 180 metres de llarg per 100 metres d'amplada; són per tant terrenys de joc molt més grans que els que es fan servir en altres tipus de futbol.
El joc també es pot diferenciar dels altres pel seu dinamisme i rapidesa a l'hora de moure lliurement la pilota pel camp (en part gràcies a l'absència d'una norma sobre el fora de joc, com en el cas del futbol, o l'avant, en el rugbi) i el fet de donar l'avantatge d'un xut lliure per a cada marca (pilota agafada a l'aire netament) de qualsevol pilota que s'hagi desplaçat amb el peu més de 15 metres. Grans salts per a marques espectaculars, placatges i joc fluid són les principals característiques d'aquest esport per a qualsevol espectador novell.

## Història

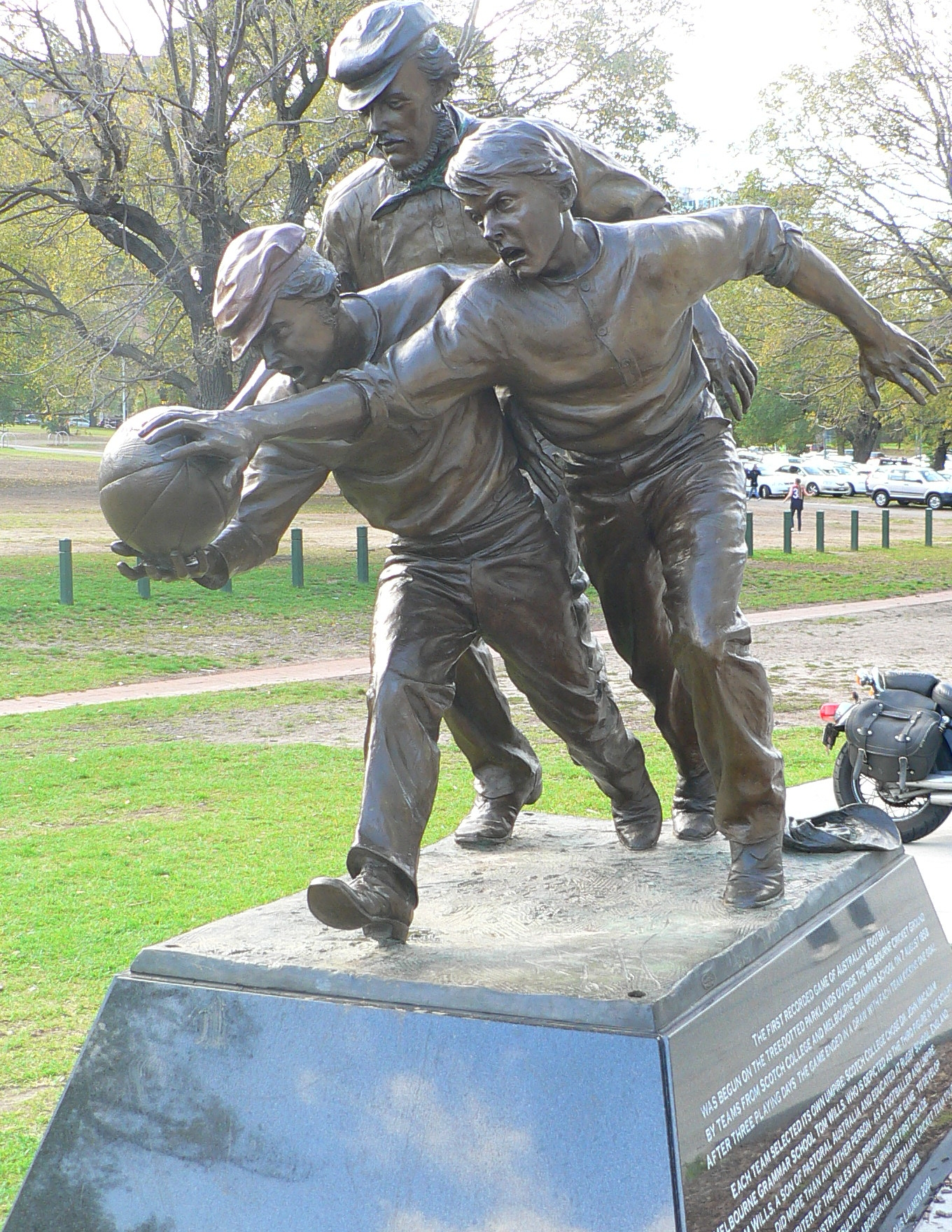
Estàtua en honor a Tom Wills i el futbol australià, situada a Melbourne.

Els orígens del futbol australià es remunten a 1858, amb la celebració dels primers partits a la ciutat de Melbourne. L'esport sorgeix a partir d'altres als que jugaven les diferents tropes britàniques establertes a les colònies, tals com el futbol gaèlic o el rugbi. Aviat alguns jugadors de críquet com Tom Wills van veure aquest joc com una bona oportunitat per mantenir-se en bona forma durant els mesos d'hivern, per la qual cosa va començar a desenvolupar-se un primer codi de normes. En aquest sentit, cal destacar Henry Colden Harrison i Wills, com a pioners del futbol de regles australianes, i al Melbourne Football Club com el primer equip professional del país que es va crear el 17 de maig de 1859.
Tot i que els primers partits es van jugar a l'aire lliure, utilitzant els arbres com a porteries, aviat s'adoptarien els camps de criquet com a escenari de joc. El joc va tenir un important èxit en la colònia de Victoria (Austràlia), concretament als voltants de Melbourne, i va ser allà on van començar a realitzar-se les primeres competicions. Al llarg del segle xix, l'esport es va expandir a altres territoris com Austràlia del Sud, Tasmània o Queensland, i en 1877 es van formar les dues primeres associacions de futbol: South Australian Football Association i Victorian Football Association. Això va propiciar la creació de diferents lligues regionals, i més tard els partits entre colònies.
El 1897 es crea, després de la decisió de diversos clubs d'abandonar el campionat regional de Victòria, la Victorian Football League (VFL). Aquest campionat passaria a ser, anys més tard, considerat com el torneig de lliga nacional d'Austràlia, que des de 1990 es diu Australian Football League. Va començar amb vuit clubs, per passar el 1925 a dotze formacions.
Després de la Segona Guerra Mundial, que va llastar al desenvolupament del futbol australià, es decideixen fomentar els campionats interestatals i es crea un comitè nacional, l'Australian National Football Council, per supervisar un torneig interestatal. Tot i això, la VFL continuava sent el campionat principal. Fins a la dècada del 1970 els únics dominadors eren els estats de Victòria, que reclutava els millors jugadors d'altres estats, i Austràlia del Sud, on també hi havia afició per aquest esport. També es va intentar una expansió internacional, amb partits a altres països emmarcats en fires de demostració i exhibició. No obstant això, les propostes no van quallar en altres països més enllà d'Oceania. L'estil de joc va variar, passant a ser més agressiu, ràpid i d'atac.
Les audiències van créixer, especialment gràcies a la retransmissió per televisió de les trobades per a tot el país. Per això, des de la dècada de 1980 s'emprèn una expansió nacional definitiva de la Victorian Football League, a la qual ajuda el trasllat el 1982 de l'equip de South Melbourne a Sídney per crear els Sydney Swans, primer equip de fora de Victòria i situat a Nova Gal·les del Sud, on l'afició pel futbol era menor. La resposta va ser positiva, per la qual cosa la VFL va decidir atorgar franquícies d'expansió a les federacions d'altres estats perquè s'inscriguessin al campionat. El 1990, amb una nova realitat, el campionat VFL passa a anomenar-se Australian Football League (AFL).

### Resta del món
A banda d'Austràlia, molt pocs països compten amb una important presència del futbol australià al seu esport nacional. Fora de les seves fronteres, sol haver-hi una major presència en països d'Oceania. També existeix una certa relació entre aquest esport i el futbol gaèlic, pel qual alguns jugadors de la República d'Irlanda han començat a jugar en equips de l'AFL. Es té constància que existeixen més de 30 països on es juga a futbol de regles australianes al món, i alguns com Nauru i Papua Nova Guinea ho consideren el seu esport nacional. Tot i això, mentre que a Austràlia hi ha més de 600.000 jugadors federats, a la resta del món amb prou feines se superen els 30.000 esportistes registrats.
Hi ha un campionat mundial, de caràcter amateur, que ha comptat amb tres edicions (2002, 2005 i 2008) i en què juguen fins a 12 seleccions. Alguns dels equips nacionals són les Àguiles de Chubut (Argentina) o Santos de Xile. A Espanya l'única federació existent és la de Catalunya, sense suports oficials del govern autonòmic. Encara que també hi va haver representació de tot el país (Toros de España) no existeix una federació nacional, per la qual cosa Catalunya i Espanya juguen per separat.

#### Catalunya
El futbol australià és un dels pocs esports en els quals la selecció catalana pot competir internacionalment de manera oficial. La selecció catalana va debutar a la 1a Copa EU disputada l'any 2005 a Londres, Anglaterra, i va disputar les edicions de 2007, 2008, 2010, 2011, 2013, en que va quedar en darrera posició, i a la que va poder assistir amb una campanya de micromecenatge. i 2014, en què va quedar de nou en darrera posició.

## Futbol femení i australià

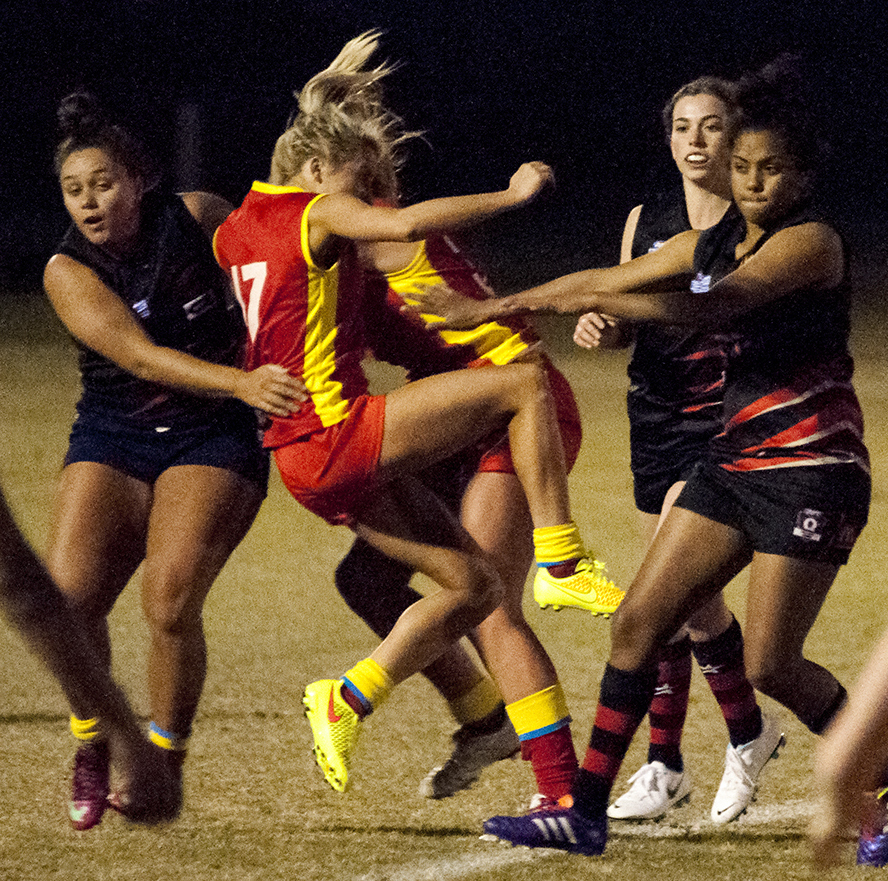
Acció d'un partit femení a la Gold Coast entre Bond University i Burleigh Heads

L'alt nivell d'interès que mostren les dones pel futbol australià es considera únic entre els codis futbolístics del món. Va ser el cas al segle XIX, com en els temps moderns, que les dones representaven aproximadament la meitat de les assistències totals als partits de futbol australià, una proporció molt més gran que, per exemple, el 10% estimat de dones que formen part de la multitud britànica del futbol. Això s'ha atribuït en part al caràcter igualitari dels primers anys del futbol australià als parcs públics on les dones podien barrejar-se lliurement i donar suport al joc de diverses maneres
Pel que fa a la participació, hi ha referències puntuals del segle XIX a les dones que practiquen aquest esport, però no va ser fins a la dècada de 1910 que van aparèixer els primers equips i competicions femenines organitzades. Les lligues estatals femenines van sorgir a la dècada de 1980, i el 2013, l'AFL va anunciar plans per establir una competició femenina televisada a escala nacional

Enmig d'un augment de l'interès i la participació en el futbol femení, l'AFL va avançar la fundació de la competició, anomenada AFL Women's, al 2017. Vuit clubs de l'AFL van guanyar llicències per als equips de camp durant la seva temporada inaugural. A la setena temporada, que va començar l'agost de 2022, els 18 clubs van presentar un equip femení.

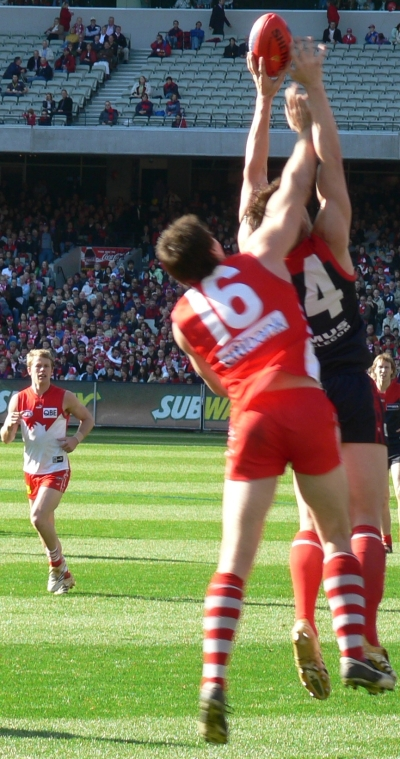
Holding

## Les normes
La pilota, també ovalada a l'estil del rugbi, és l'element al voltant del qual s'estructura el joc, i es pot propulsar en qualsevol direcció ja sigui per mitjà del peu, del puny (mètode anomenat handball o handpass) o un cop amb el palmell de la mà; però la pilota no pot ser mai llençada amb la mà sota cap circumstància. L'acte de llençar té una definició més aviat àmplia a les normes però, essencialment es refereix al fet de disposar de la pilota amb la mà de manera que aquesta es mogui cap amunt i de forma dirigida a través de l'aire (a l'estil del rugbi).
Qualsevol jugador pot córrer quan està en possessió de la pilota, però aquesta s'ha d'anar botant (o ha de tenir contacte amb el terra) almenys cada 15 metres. Els jugadors contraris poden empènyer o placar el jugador en possessió de la pilota per obtenir-la. Un cop placat, el jugador ha de disposar de la pilota (via xut o handball) netament abans que el seu cos toqui a terra o arriscar-se a ser penalitzat per un tipus de falta que s'anomena holding the ball o retenir la pilota.
Si un jugador pren netament possessió d'una pilota que ha viatjat més de 15 metres després d'haver sigut xutada per un altre jugador i havent-la agafat a l'aire, s'adjudica una marca de manera que el jugador té la possibilitat d'un xut lliure d'oposició o free kick (és a dir, el joc s'atura mentre el jugador es prepara per xutar des del punt en què ha aconseguit la Marca).
A part dels free kicks o quan un àrbitre o umpire té la pilota per a poder fer un ball up (pilota amunt per l'inicial de cada inici de quart o després de cada gol) o un throw in (pilota que envia un àrbitre auxiliar al terreny de joc quan ha sortit fora de límits); la pilota sempre es troba en disputa i qualsevol jugador de tots dos equips en pot prendre possessió.

### Marcador
A cada banda del camp hi ha quatre pals verticals. Els dos del mig són els pals de gol o goal posts i els dos dels cantons, més curts, són els pals de darrere o behind posts.
L'objectiu del joc és poder marcar gols, que s'adjudiquen a un equip quan la pilota es propulsa entremig dels pals de gol a qualsevol alçada (incloent quan la pilota passa per sobre de la llargada dels pals) mitjançant el xut amb el peu de qualsevol membre de l'equip atacant. Pot volar a través dels pals o passar arran de terra tot botant i no ha de ser tocada, en el seu camí, per cap altre jugador de cap dels dos equips. No existeixen els gols propis, de manera que cap defensor pot marcar un gol als seus pals.
Es marca un behind o darrere quan la pilota passa la línia de gol entremig d'un dels pals de gol i un dels de behind o si ensopega amb algun dels pals de gol o és tocada en la seva trajectòria prèvia (el que s'anomena un rushed behind o concessió de darrere) abans que travessi la línia entre els dos pals de gol.
Un gol val 6 punts i en canvi un behind val només 1 punt.
L'equip amb més puntuació al final del partit en resulta guanyador. Un marcador de 10 gols i 10 behinds dona un resultat de 70 punts. Un marcador de 9 gols i 18 behinds dona un resultat de 72 punts. Aquesta última puntuació guanyaria un possible partit tot i el fet d'haver marcat un gol menys. Així doncs el resultat s'escriuria d'aquesta manera:
Equip A 9.18 (72) guanya a Equip B 10.10 (70), tot dient "... nou-divuit setanta-dos guanya a ... deu-deu setanta."